# Rhinella ruizi
Rhinella ruizi är en groddjursart som först beskrevs av Grant 2000.  Rhinella ruizi ingår i släktet Rhinella och familjen paddor. IUCN kategoriserar arten globalt som otillräckligt studerad. Inga underarter finns listade i Catalogue of Life.